# پیتر اندرسن (ژیمناست)
پیتر اندرسن (دانمارکی: Peter Andersen; ۹ آوریل ۱۸۸۴ – ۲۵ سپتامبر ۱۹۵۶) ژیمناست هنری اهل دانمارک بود.